# 이미나 (성우)
이미나(1981년 11월 28일 ~ )는 대한민국의 성우로, 2008년 대원방송 성우극회 공채 1기로 입사했다. 

## 출연작품

### 애니메이션
- 웰컴 투 동물농장 (대원방송)
- 페어리 테일 - 비스카, 어린 그레이, 아쿠에리아스(루시의 성령)
- 후레쉬 프리큐어 - 승준
- 드래곤볼 슈퍼 - 프리저
- 우리들이 있었다 - 아야카
- 헬보이 - 아이언펀치
- 헬보이 - 폭풍의 검 - 거미 여인
- 판도라 하츠 - 리오, 케이트 부인
- 절대가련 칠드런 - 카시와기
- 서몬마스터즈 블루드래곤 - 안드로포프, 여주인
  - 블루 드래곤 : 천계의 7룡 - 안드로포프
- 소울이터 - 리즈 톰슨
- 흑집사 - 시엘 팬텀하이브
  - 흑집사 스페셜 - 시엘
- 강철의 연금술사 BROTHERHOOD - 러스트
- 디지몬 세이버즈 (대원방송) - 아구몬, 어린 토마, 이그드라실
- 디지몬 고스트 게임 (재능TV) - 샐러맨더몬
- 뚜루뚜루 룹디두
- 미나미家세자매 - 하야미
- 미나미家세자매 2기 ~ 한그릇 더~ - 하야미
- 오소마츠 6쌍둥이 - 마츠노 마츠요
- 완소! 퍼펙트 반장 - 시인, 성미, 다미안
- 미라클체인지 퍼펙트반장 - 나오미
- To LOVE -트러블- - 미카도 료코
- 유희왕 5D's - 마사, 루치아노
- 이누야샤 완결편 - 하쿠도시, 갓난애
- Yes! 프리큐어5 - 하영
- Yes! 프리큐어5 gogo! - 아나콘디, 하영
- 짱구는 못말려 극장판-폭풍을 부르는 노래하는 엉덩이폭탄 (챔프) - 은파
- 갓슈벨Final - 질
- 매일엄마 (SBS) - 영찬
- 지구를 지켜라! 상상파워
- 빨간망토와 늑대 - 내레이션
- 소년탐정 김전일 Original - 미타무라 / 세이코 / 유미
- 빛의 전사 프리큐어 Splash Star
- 미치코와 핫친 (애니박스) - 조안나
- 신령사냥 (애니박스) - 키바토
- 해파리 공주 (애니박스) - 치에코 엄마
- 우당탕탕 잉양요2 (애니박스)
- 드래곤볼Z 카이 (애니원) - 프리저
- 내 사랑 뚱 (MBC)
- 엉뚱발랄 재키캣 (애니원) - 퍼지
- 오즈의 마법사 (애니박스) - 서쪽 마녀 / 몰리
- 라이스 맨 (MBC) - 라이스 맨
- 우파루의 모험 (SBS)
- 원피스 New 홀케이크 아일랜드 (애니원) - 빅 맘(샬롯 링링)
- 갓 오브 하이스쿨 - 집행위원 P
- 프라우드 패밀리: 라우더 앤 프라우더 (디즈니+) - 슈가마마 / 조이 / 누비아
- 인사이드 아웃 2 - 따분, 마지

### 외화
- 울트라맨 가이아 - 죠지 (마리아 테레사 가우)
- 파워레인저 엔진포스 - 수맥 반기
- 파워레인저 정글포스 - 라세츠(여)
- 파워레인저 미라클포스 - 에이전트의 메탈 앨리스
- 가면라이더 덴오 - 노가미 아이리 (마쓰모토 와카나)
- 가면라이더 키바 - 마야 (카가미 사키)
- 가면라이더 디케이드 - 키바라
- 가면라이더 더블 - 손민숙
- 가면라이더 오즈 (챔프) - 한사랑, 메즐 (미키 호노카)
- 더 라인 (MBC) - 마르소 (맥스 레나우-딘)
- 파워레인저 다이노포스 구자인
- 블랙 위도우 - 발렌티나(줄리아 루이드라이퍼스)
- 팔콘과 윈터 솔져 - 발렌티나(줄리아 루이드라이퍼스)

### 내레이션
- 손담비의 Beautiful Days (MBC MUSIC)
- 스타 직찍 (MBC every1)
- MBC 프라임 (MBC)
- 장미테레비 (MBC every1)
- 멜론 뮤직 어워즈 (MBC MUSIC)
- 채널A 특별기획 28회 : 엄마를 살리는 피로 해소 프로젝트 (채널A)
- 채널A 특별기획 36회 : 미세먼지의 습격, 호흡기를 사수하라 (채널A)

### 라디오
- 라디오 오디션 - 국민 DJ를 찾습니다 (SBS 러브FM)

### 드라마 CD
- 숨덕부 - 설수경＆설유진
- 바보 빅터

### 게임
- 짱구는 못말려 (닌텐도)
- 디아블로3 - 영혼을 거두는자(여자 성기사)
- 도타2 (암살기사 역)
- 오버워치 - 모이라
- 스타크래프트 II: 공허의 유산 - 데브라 그린